# Ивантеевский дендрологический парк им. академика А. С. Яблокова
Ивантеевский дендрологический парк им. академика А. С. Яблокова  — дендрологический парк площадью 13 гектаров на территории городского округа Ивантеевка Московской области, в 15 км к северо-востоку от г. Москвы. Образован в 1936 году как база для проведения научно-исследовательских работ по акклиматизации, селекции и семеноводству лесных пород. Дендропарк проектировался на основе принципов сочетания свободного ландшафтного и регулярного построения с групповым размещением деревьев и кустарников. Входит в состав имущественного комплекса Ивантеевского лесопитомника.
С ноября 2016 года находится в ведении Министерства имущественных отношений Московской области. Дендрологический сад расположен на территории ГУП МО «Ивантеевский лесной селекционный опытно-показательный питомник» по адресу Россия, Московская область, г. Ивантеевка, ул. Заводская, д. 8.

## История
В 1933 году Правительство СССР поставило задачу по испытанию различных видов лесных растений и выведению новых гибридных форм, устойчивых к неблагоприятным факторам, не гниющих и долговечных, для решения которой создан Ивантеевский лесопитомник. Полученными испытанными видами и гибридами лесных растений планировалось укреплять берега канала Москва — Волга и озеленять их.
Осенью 1936 года был заложен и дендропарк, в котором планировалось собрать редкие и экзотические растения со всего мира. Проект дендропарка был разработан академиком Александром Сергеевичем Яблоковым. Парк разбили на месте бывшей городской свалки, очистив её и поделив на кварталы, аллеи и межквартальные дорожки.
К началу Великой Отечественной войны в дендропарк на испытание было высажено свыше 1000 видов растений из Америки, Европы, Японии, Китая, Сибири, Дальнего Востока, однако суровая зима 1941—1942 годов не пощадила большинство из них — выжило только 367 видов. В процессе многолетних испытаний состав коллекции сокращался.
С 1945 по 1990 годы работы по искусственному скрещиванию деревьев продолжились. В результате работ по сортоиспытанию и сортовыведению 27-ми гибридам, выведенным в Ивантеевском дендропарке, был присвоен статус сорта. Они внесены в Госреестр сортов страны, допущенных к использованию. Все сорта отличаются высокой продуктивностью, урожайностью, устойчивостью к вредителям и болезням, декоративностью и морозостойкостью. Это сорта пихт, тополей, лещины, елей, ив. Ивантеевский дендрологический сад служил научно-производственной базой для студентов и специалистов Московского лесотехнического института, учащихся Правдинского лесного техникума, слушателей Института повышения квалификации, руководящих специалистов лесного хозяйства. В нём проводились практические занятия по селекции, генетике, интродукции и семеноводству лесных пород, опробовались технологии выращивания посадочного материала.
С 2016 года находится в ведении Министерства имущественных отношений Московской области.

## Описание

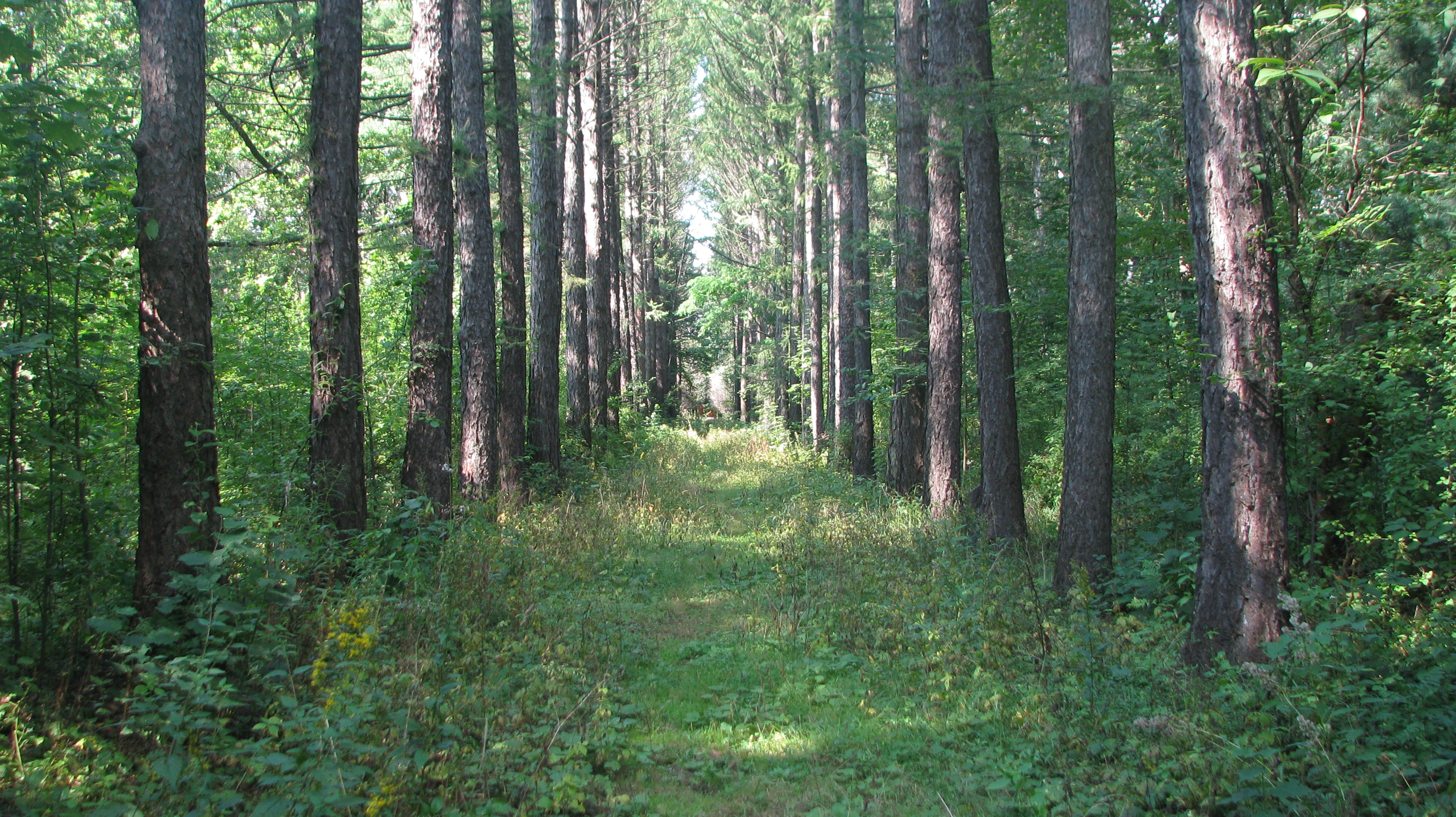
Аллея дендропарка

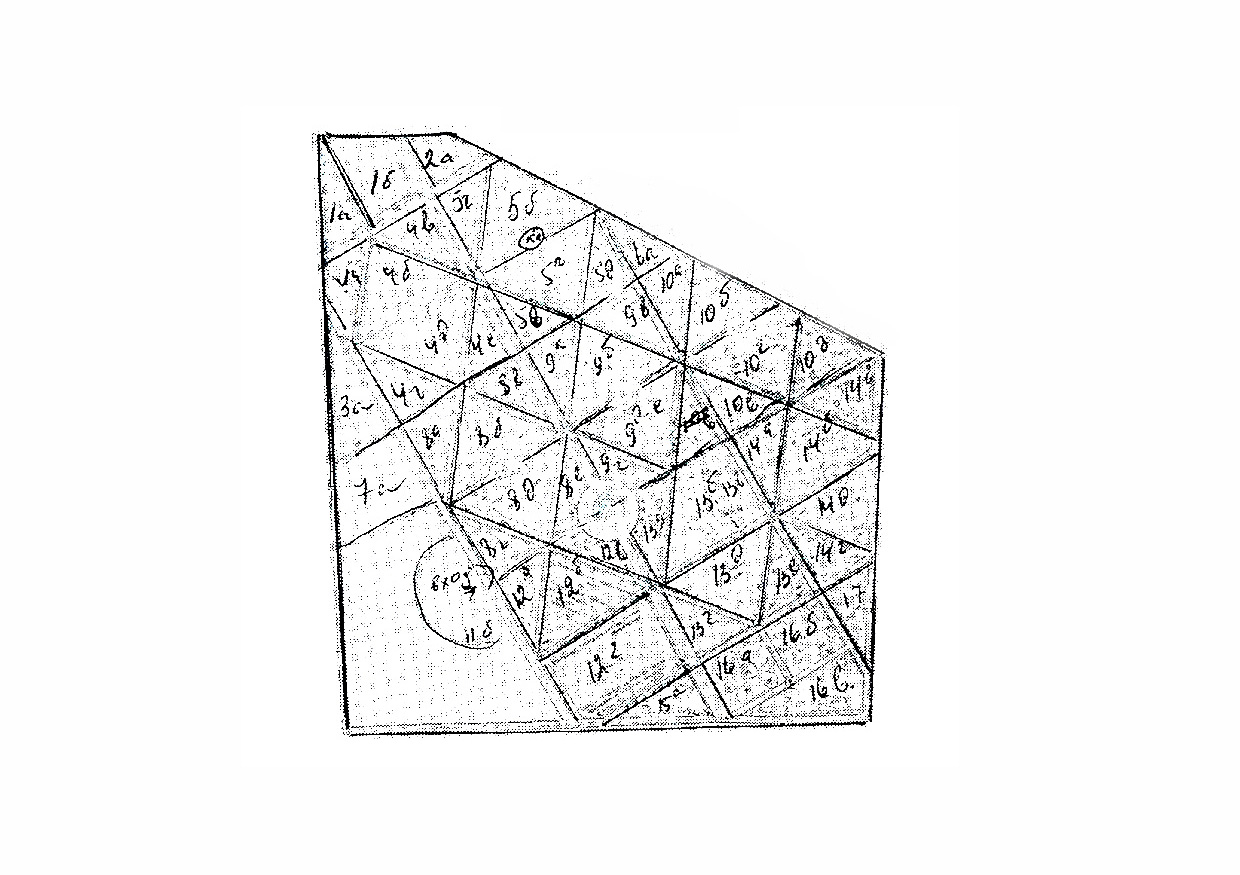
Схема кварталов

### Общая характеристика
Дендрологический парк состоит из двух частей: первая — собственно дендрологический парк с экспозицией деревьев и кустарников (дендрарий), а вторая — селекционное отделение. Дендрарий занимает 4 га и имеет регулярную планировку — главная лиственничная аллея, направленная с севера на юг, делит его на две части. Селекционное отделение занимает 9 га, которые разбиты на участки, ограниченные смотровыми дорожками, в котором велась научная работа по выведению новых форм и гибридов деревьев и кустарников лесных пород.
В работах по отдаленной межвидовой и внутривидовой гибридизации использовались следующие виды:
- Орехи и гикори (орех): маньчжурский орех, серый американский орех, грецкий орех, чёрный американский орех, японский орех, пекан, белый гикори, птерокарии (кавказский и китайский);
- Лиственницы: сибирская, европейская, японская, даурская, американская, лжелиственница и др;
- Тополя: осина, тополь белый, тополь белый, тополь серый, тополь Боллена, тополь душистый, осокорь, берлинский, бальзамический и др.;
- Сосны: кедровые сосны (сибирский и корейский кедры), румелийская и веймутова сосны, сосна обыкновенная, сосна Муррея и др.;
- Ели: обыкновенная, колючая, тяньшаньская, канадская, ситхинская;
- Пихты: сибирская и др.;
- Березы: бородавчатая, пушистая, бумажная, каменная, карельская, капокорешковая и др.;
- Лещина обыкновенная (многие формы), фундуки южные, субтропические (многие сорта);
- Ивы: белая (географические расы), ломкая (географические расы);
- Клёны: остролистный, красный, ясенелистный и др.;
- Сирени: обыкновенная (многие сорта), венгерская, амурская.

В результате отдаленной гибридизации получены гибриды с ясно выраженным гетерозисом роста, плодоношения и устойчивости: орехи, орехи-гикори, лиственницы, кедровые сосны, ели, осины, ивы, березы, орешники, а также новые, весьма декоративные сорта зимостойких пирамидальных тополей, пышноцветущих сиреней и др.

### Биологическое разнообразие
По состоянию на 2018 год в дендропарке произрастает более 100 видов деревьев и кустарников, относящихся к 24-ём семействам и 55-ти родам лесных пород.
Дендрологический сад разбит на 17 кварталов, каждый из которых содержит по нескольку участков. Каждому кварталу присвоен порядковый номер, участки обозначаются буквами русского алфавита. Растения в дендрарии размещены по ботанико-географическому принципу.
Первые 6 кварталов заняты породами из США и Канады, кварталы с 8 по 10 — породами Дальнего Востока, Сибири, Японии и Китая, кварталы 12, 13, 14, 15, 16 и 17 — породами из Европы, Средней Азии и Кавказа.
Южная граница дендрологического сада отделена от селекционного отделения однорядной посадкой тополей. Северная сторона — защищена полосой, состоящей из ели обыкновенной, бархата амурского, клёна красного. Вдоль западной, восточной и южной границ дендрологического сада и селекционного отделения посажена живая двухрядная изгородь из боярышника.
В экспозиции дендропарка на участках, занятых породами Дальнего Востока, Японии, Китая произрастают деревья бархата амурского (Phellodendron amurense Rupr.). Уникальный реликтовый вид, сохранившийся со времен доледникового периода. На древность происхождения указывает особый тип ветвления побегов. Русский пробконос, имеет очень красивую текстуру коры, пружинящую под Вашими руками, крону и сложные листья, обретающие в осенний период ярко-желтую эффектную окраску.
Пихта Семенова (Abies Semenovii Fedtsch.) — представитель горных лесов Тянь-Шаня, редкий экзот, из-за ограниченности ареала распространения занесен в Красную книгу редких и находящихся под угрозой исчезновения видов животных и растений на территории бывшего СССР (М.,1978).
Гибридные пихты сортов «Пушкинская оригинальная» и «Ермаковская», селекции учеников академика А. С. Яблокова, отличаются высокой степенью декоративности — красивое, стройное, вечнозеленое, хвойное дерево, с «пушистой» хвоей сверху — ярко-зеленой, снизу — белесой и четкой архитектоникой кроны.
Сорта фундуков селекции А. С. Яблокова и его учеников — зимостойкие, с урожайностью орехов в Средней полосе России — 3-4 кг с куста, отличаются высокими вкусовыми качествами ореха.
Лимонник китайский (Schizandra chinensis (Turcz.) Baill.) — распространен в маньчжурской флористической области Китая. Плоды высоко ценятся в медицине.

Биологическое разнообразие парка
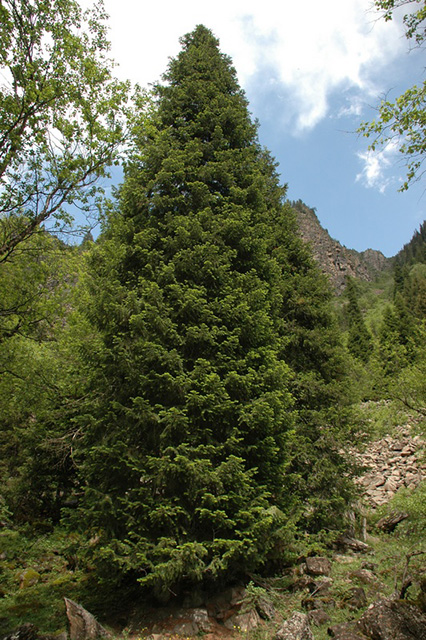
Пихта Семенова (Abies Semenovii Fedtsch.)
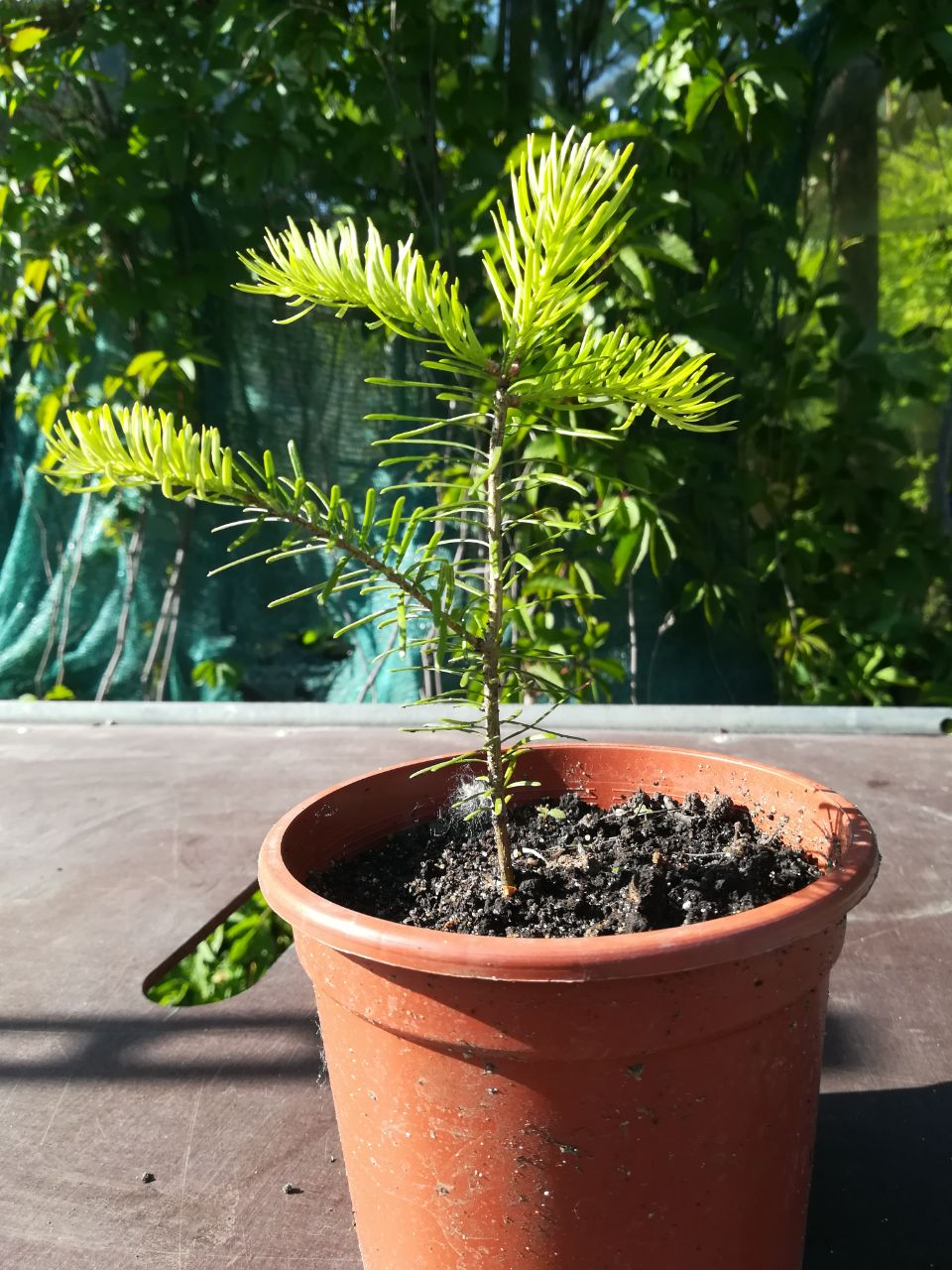
Пихта «Пушкинская оригинальная»
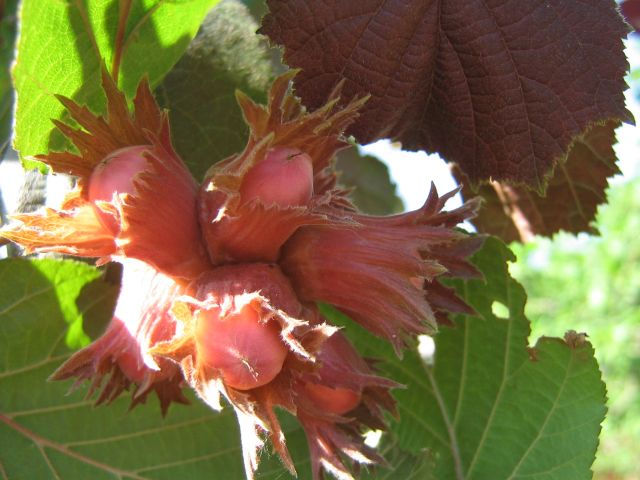
Сорт «Академик Яблоков»
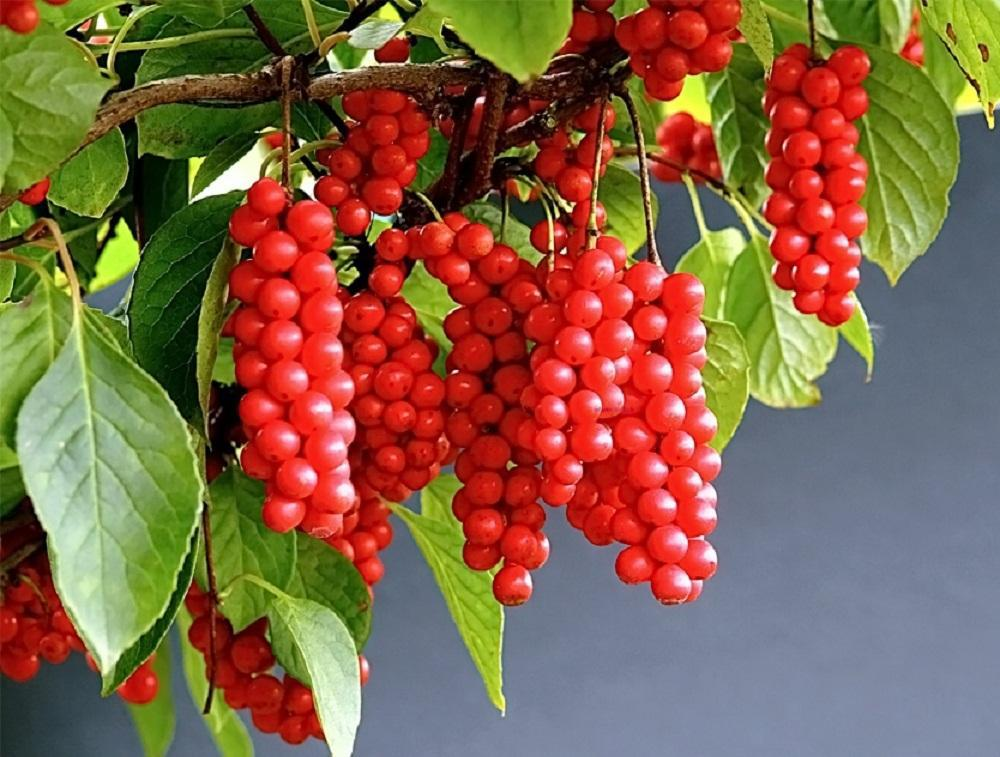
Лимонник китайский (Schizandra chinensis (Turcz.) Baill.)
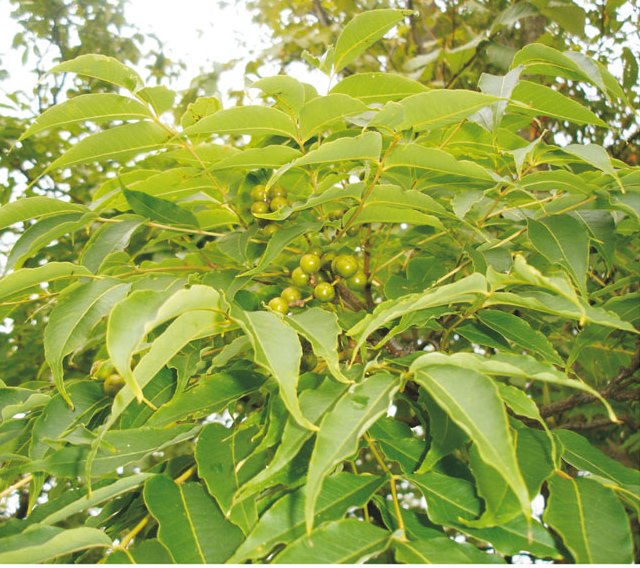
Бархат амурский